# 前奏曲Op.28, No. 5 (蕭邦)

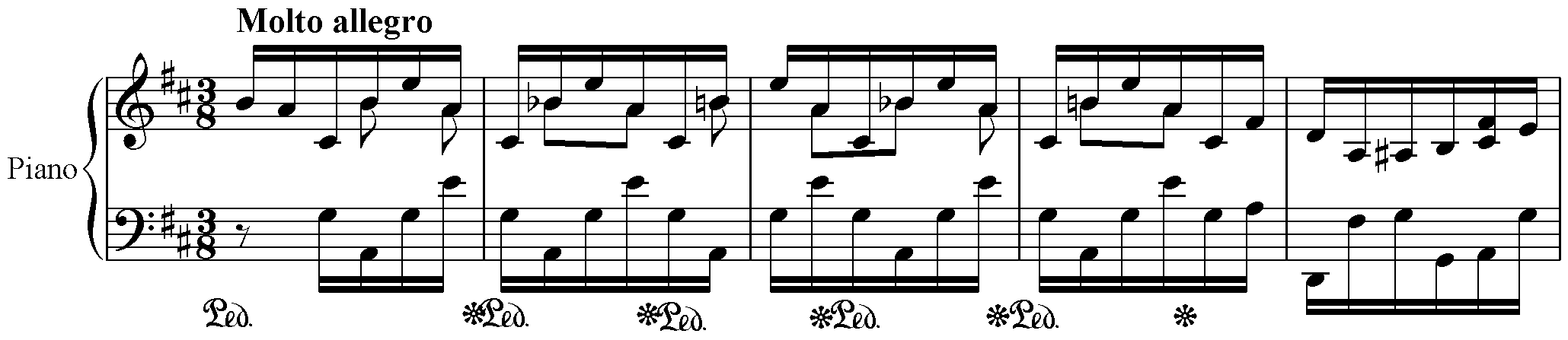
前奏曲Op. 28, No. 5

前奏曲Op. 28, No. 5為蕭邦24首前奏曲中的樂曲，為D大調，非常急速（Allegro molto），3/8拍。
此曲以雙手同時彈出一連串的十六分音符，氣氛相對明亮但含糊。技巧上左手有着急速的大跳，而不明確的旋律亦藏於十六分音符樂句之中，全曲的音量控制亦為一考驗，乃他前奏曲比较艰难的一首。而樂曲最後雙手也同時彈出兩組和弦作結。
阿爾弗雷德·科爾托將其稱為“充滿歌曲的樹”（L'arbre plein de chants），汉斯·冯·彪罗將其稱為“不確定性”（Uncertainty）。

## 外部連結
- 前奏曲, Op. 28：国际乐谱典藏计划上的乐谱
- 来自乌托邦计划（英语：Mutopia Project）的多种格式乐谱 （页面存档备份，存于）